# Ricardo Sánchez Ortiz de Urbina
Ricardo Sánchez Ortiz de Urbina (Salamanca, 12 de abril de 1930) es un filósofo español, creador de la «estromatología» fenomenológica, un sistema filosófico que busca renovar la filosofía en contraposición a la fenomenología estándar de Edmund Husserl y la tradición fenomenológica idealista.
Urbina se propone superar el «eidetismo» propio de la filosofía clásica, desde Platón hasta Gustavo Bueno. Aunque Bueno, su maestro, y Husserl son referentes fundamentales en su obra, desde su tesis doctoral, el filósofo salmantino ofrece una revisión crítica de la fenomenología husserliana. En este sentido, su propuesta se asemeja a la corrección de Husserl planteada por Marc Richir, desarrollando lo que él denomina una «fenomenología reformulada».
A través de la estromatología, Urbina busca recuperar los elementos esenciales de la fenomenología, al tiempo que intenta superar las limitaciones que identifica en el proyecto original de Husserl. Este enfoque se concreta en cuatro obras principales que estructuran su sistema filosófico: Estromatología (2014), Orden oculto (2021), Apostillas a Orden oculto (2023) y Por amor al arte (2024).

## Biografía
Nacido en Salamanca, España, Ricardo Sánchez Ortiz de Urbina se licenció en Filosofía y posteriormente obtuvo plaza como docente en distintos institutos de bachillerato, llegando a ganar la cátedra de Filosofía de enseñanza media. A comienzos de los años 1960, trabajó en el ámbito de la psicología pedagógica infantil y publicó su primer libro, Psicología, Pedagogía y Paidología, en coautoría con Raimundo Drudis Baldrich. Junto a este último, realizó su primera exposición en términos de fenomenología y fundó la Revista de la Actualidad Filosófica.
En los años 1970, Urbina se incorporó activamente al equipo de Gustavo Bueno en la Universidad de Oviedo, con quien había coincidido anteriormente cuando Bueno dirigía el Instituto Femenino de Enseñanza Media Lucía de Medrano. Durante este período, recibió una beca que le permitió visitar los Archivos Husserl en Lovaina y preparar en Alemania su tesis doctoral titulada La idea de verdad en la fenomenología de Husserl.[cita requerida]
Se doctoró en 1976 en la Facultad de Filosofía de Madrid (UCM) y, en 1980, obtuvo la plaza de profesor agregado. En 1985, asumió la cátedra de Historia de la Filosofía en la Facultad de Filosofía y Letras de la Universidad de Valladolid, donde ejerció hasta su jubilación como profesor emérito en el año 2000.[cita requerida]

## Sistema filosófico
Del filósofo alemán Edmund Husserl, Sánchez Ortiz de Urbina extrae múltiples ideas para reutilizarlas en su arquitectónica propia, al tiempo que se considera deudor de las investigaciones fenomenológicas de Marc Richir. 
Del filósofo alemán Edmund Husserl, Sánchez Ortiz de Urbina toma múltiples ideas que reutiliza en la construcción de su propia arquitectónica, aunque también se reconoce influido por las investigaciones fenomenológicas de Marc Richir.
Sin embargo, la obra de Urbina aborda las deficiencias que identifica en los planteamientos de Husserl, Bueno y Richir. En el caso de Husserl, critica el idealismo trascendental, que considera un lastre derivado del intento de convertir la fenomenología en una ciencia rigurosa, una observación ya planteada por otros autores como Karl Jaspers. Respecto a Gustavo Bueno, señala que su doctrina permanece anclada en la «eidética», un racionalismo materialista que, según Urbina, carece de sensibilidad hacia la dimensión intencional. Por su parte, encuentra en Richir un desequilibrio hacia el «fenomenologismo», una fenomenología incapaz de integrarse plenamente con el conocimiento científico. Para Urbina, la clave está en buscar una articulación equilibrada entre los conocimientos científicos y los intencionales.[cita requerida]
En esta tarea de revisión crítica, otras perspectivas, como la «fenomenología material» de Michel Henry, son rechazadas de manera más contundente. Urbina critica su tendencia al reduccionismo extremo, señalando que en el caso de Henry, la trascendencia horizontal —la que permite el conocimiento científico y natural del mundo— queda sustituida por la relevancia de la trascendencia vertical, enfocada en la donación.
Frente al idealismo de Husserl y el «materialismo» de Henry, Urbina propone una tercera vía:

Cabe distinguir tres corrientes principales: o bien se subraya la trascendencia vertical, anulando la horizontal; o bien se subraya la trascendencia horizontal, anulando la vertical; o se asumen ambas trascendencias.
 Ricardo Sánchez Ortiz de Urbina, Estromatología, p. 124 

Sánchez Ortiz de Urbina defiende esta tercera vía como la interconexión de las dos trascendencias. Mientras que Henry prescinde de la trascendencia horizontal hasta hacerla prácticamente desaparecer, Edmund Husserl, en cambio, relega la trascendencia vertical y se enfoca exclusivamente en la horizontal. En este esquema, la actividad intencional depende esencialmente del nivel inferior, ya que el nivel superior se convierte en una mera modificación del nivel objetivo y de la praxis. Para Husserl, que aspira a convertir la filosofía en una ciencia, el nivel fundamental y directriz es el de la intencionalidad objetiva.[cita requerida]
Estas dos formas de abordar la fenomenología —la de Husserl y la de Henry, junto a sus respectivos seguidores— constituyen lo que Sánchez Ortiz de Urbina denomina la fenomenología estándar. En contraposición, surge la fenomenología no estándar, que encuentra su base principal en el pensamiento de Marc Richir. Para Urbina, esta última representa la vía adecuada. Y lo explica de la siguiente manera:

En la tercera opción, la fenomenología no estándar, la tensión entre las dos trascendencias asegura la efectividad de las diversas correlaciones intencionales escalonadas, de manera que aparece una verdadera matriz estromatológica.
 Ricardo Sánchez Ortiz de Urbina, Estromatología, p. 124 

Urbina enfatiza la función de estas diversas trascendencias: no debe existir una en detrimento de la otra, sino que deben ser compatibles. La trascendencia vertical es fruto del componente hylético (o sensorial), mientras que la trascendencia horizontal emerge de las síntesis intencionales. La trascendencia horizontal nos presenta «aparecencias» (que también podrían denominarse «apariencias», es decir, lo que aparece cuando se le retira la connotación negativa), síntesis que dan lugar al mundo objetivo, tan evidente como el subjetivo.[cita requerida]
Por su parte, la trascendencia vertical no proviene necesariamente de ninguna presuposición metafísica, sino del hecho fenomenológico de las «apariencias», que no surgen de manera externa o fenoménica, sino solo interna e inadvertidamente (y que constituyen el proceso previo necesario para que haya «aparecencias»). Las «aparencias» son la consecuencia de las operaciones realizadas en los vectores intencionales, mediadas por contenidos hyléticos. No basta con que haya un polo subjetivo y otro objetivo que se relacionen; es imprescindible la mediación hylética, la mediación de las «apariencias». Así lo expresa Urbina en Estromatología:

El fenómeno puede entenderse de modo doble: como lo que aparece, lo apareciente en procesos de síntesis, o como “que aparece”, la aparencia, lo hylético que atraviesa todos los niveles de experiencia y de realidad.
Ricardo Sánchez Ortiz de Urbina, Estromatología, p. 118

Hace una distinción entre «aparencias» y «aparecencias», una diferencia que toma de Husserl, y de la cual recupera la siguiente caracterización:

Corresponde a la conciencia empírica […] un complicado sistema de multiplicidades continuas de aparencias, matices y esquicios, en las cuales se matizan o escorzan, en continuidades bien determinadas, todos los factores objetivos que caen dentro del campo de la percepción.
Ricardo Sánchez Ortiz de Urbina, Estromatología, p. 118

Sin embargo, Urbina corrige la función que Husserl atribuye a estos fenómenos, ya que considera que la hýlê no es inmanente, sino trascendente: con la trascendencia vertical propia de las aparencias.
Mientras que la trascendencia horizontal se anima significativamente al constituirse como lenguaje y como espacio-temporalidad vivida, la trascendencia vertical constata el límite —asomándose a él, por así decirlo—, más allá del cual no hay lenguaje ni espacio ni tiempo, quedando ante la trascendencia "absoluta" y la indeterminación sin paliativos. Dado que lo hylético no es inmanente (fenomenológicamente), junto a la trascendencia horizontal objetiva basada en las síntesis realizadas, debe funcionar una trascendencia vertical, cuya función parece paradójica: establece un límite necesario —que se detiene en un abismo—, pero lo deja abierto de alguna forma. La indeterminación absoluta es incognoscible, pero sí es cognoscible lo que tiene de límite.
De esta manera, Urbina extrae una consecuencia similar al diagnóstico de Gustavo Bueno: el ser humano es un ser «abierto» e «infecto» —siempre en proceso de hacerse, in fieri— en contraste con el animal, que sería «cerrado» y «perfecto».
Para el filósofo salmantino, la filosofía —en particular la filosofía fenomenológica— no tiene como función ocupar el espacio de las ciencias, pero sí debe estar en disposición de dar cuenta tanto de los conocimientos científicos como de los no científicos. La estromatología, en este sentido, 1) es crítica con la fenomenología estándar; 2) es una «fenomenología reformulada»; y 3) es una filosofía que se distancia del modo clásico de interpretar la filosofía.
Desde Platón, se hizo depender la racionalidad humana del eidos, de la idea. Ahora, con la estromatología, sin concesiones al irracionalismo ni al misticismo esotérico, la racionalidad humana se constituye primero como intencionalidad y luego, dependiendo del orden oculto de la lógica intencional, se configura como eidética.
Además, la «intencionalidad» precede a la «racionalidad» porque el primer proceso constitutivo de lo humano arranca de los «conocimientos impropios» —en los términos de la matemática Emmy Noether— y no de los «conocimientos propios» (regidos por un principio de acción diferente). De esta manera, el eidos que nace con Platón —la idea— no pierde su potencial anterior, pero debe ser revisado continuamente a la luz de las estructuras intencionales.

## Filosofía de la física cuántica
El trabajo de RSOU promueve recomponer la relación ciencia/filosofía. Para que la filosofía esté a la altura del siglo XXI, propone un sistema cuyas exigencias se hagan cargo de la revolución de la física cuántica. Y ve en la fenomenología, sobre todo la heredera de la Husserliana —menos la del Husserl clásico— la única filosofía que ha llevado a cabo indagaciones que son, sin ni siquiera habérselo propuesto expresamente, una convalidación de los supuestos cuánticos. Urbina lo explica con detalle en Estromatología, e indica el recorrido en paralelo de la física cuántica y de la fenomenología, que interpreta como una doble skepsis, es decir, una investigación en  profundidad que partiendo de elementos diferentes (cuánticos y fenomenológicos) llega a conclusiones que arrojan una homología estructural entre ambas. En 2021, con Orden oculto, explica detenidamente por qué la organización inicial cuántica de la materia coincide con el nivel originario fenomenológico. Y por esta vía, el «materialismo filosófico» queda aún más definitivamente abandonado para confirmar un nuevo «materialismo fenomenológico».
En el terreno científico, son las leyes cuánticas las que explican a la física clásica, y no al revés. Urbina propone, en paralelo, que la filosofía estromatológica explica a la filosofía clásica, y no a la inversa. Se trata de corregir errores de perspectiva: el naturalismo y la eidética han de ser revisados a la luz de la intencionalidad. Así pues,  junto a un nuevo modelo de ciencia se propone una nueva filosofía. El fundamento de esta propuesta es que las leyes que funcionan a escala científica tienen un exacto correlato fenomenológico, en palabras suyas: «una homología estructural».

### La matriz cuadrada fenomenológica
La matriz cuadrada fenomenológica es un modelo teórico que explica por qué hay tres dimensiones elementales en la naturaleza humana y tres niveles fundamentales en donde se despliega su actividad vital y el proceso del conocer.
Con la «matriz cuadrada fenomenológica», Sánchez Ortiz de Urbina establece la estructura que da cuenta del ser humano y, con él, del conjunto de la realidad. Esta estructura contiene tres niveles (horizontales: superior, intermedio e inferior) y tres dimensiones (verticales), las cuales corresponden al polo subjetivo, al polo objetivo y a la hýlê, mediadora esta entre los dos polos.
| Dimensiones→ Niveles↓ | Polo subjetivo Operaciones                       | Hýlê Contenidos                      | Polo objetivo Síntesis                     |
| Superior              | No hay yo egoico. Comunidad de singulares        | Aparencias                           | Síntesis esquemáticas                      |
| Intermedio            | Ego en interfacticidad                           | Aparencias                           | Síntesis de identidad                      |
| Inferior              | Ego intersubjetivo, constituyente de objetividad | Aparencias (impresiones, esquicios…) | Síntesis objetivas: Aparecencias objetivas |

Los fenómenos intencionales se originan en la interrelación de las tres columnas y dan lugar en cada uno de los tres estratos a tres niveles de realidad que se dan de arriba abajo, desde lo cuántico a lo objetivo práctico por la mediación de lo simbólico. Y que corresponde a las phantasías (fenómenos humanos originales), que se concretan (perdiendo gran parte de su riqueza original) en las percepciones del mundo de objetos, hecho posible por la mediación de las fantasías perceptivas (que se puede traducir, si se matiza debidamente, por los pensamientos y los sentimientos).
| Dimensiones→ Niveles↓ | Polos subjetivo/ Hýlê/ polo objetivo Realidad y conocimiento resultante |
| Superior              | Realidad cuántica. Phantasías                                           |
| Intermedio            | Realidad simbólica. Fantasías perceptivas                               |
| Inferior              | Realidad objetiva. Percepciones                                         |

Así lo presenta Sánchez Ortiz de Urbina:

Será una matriz cuadrada con tres filas, los niveles: superior, medio e inferior (S, M, I); y tres columnas: las operaciones, los contenidos y las síntesis. Y la organización de esta matriz heterodoxa tiene lugar desde arriba hacia abajo, en la transposición de niveles, pero de tal manera que, al enfrentar la primera columna y la tercera, el lado subjetivo y el objetivo, aparece una incongruencia que, como veremos, es lo que explica la función de intermediación del nivel medio.
Ricardo Sánchez Ortiz de Urbina, Estromatología, p.  196

La necesidad de construir esta matriz está ligada al proyecto de una filosofía entendida de modo fenomenológico:

La fenomenología trata, como sabemos, de lo que aparece en sus dos variantes de aparecencia y aparencia. Ambas determinan las columnas de la matriz fenomenológica. Aparecen (aparecencia) los sujetos, y aparecen (aparecencia) las síntesis efectuadas, pero el material que intermedia operaciones y síntesis no aparece jamás; aunque sin esa aparencia de la materia, la realidad se desvanecería. La fenomenología trata, pues, de lo que aparece y en forma escalonada.
Ricardo Sánchez Ortiz de Urbina, Estromatología, p.  341

En contra del espejismo naturalista, el conocimiento humano se despliega por transposición de arriba abajo. Ha dejado (desbordado y reestructurado)  el comportamiento animal basado en la percepción apotética y se ha instalado en la intencionalidad fenomenológica, como su territorio esencial.   Y aquí no hay una página en blanco interior a donde se trasladaría el conocimiento del mundo exterior, sino que hay una estructura funcional (intencional) productiva de síntesis. Y la conexión entre sujeto cognoscente y mundo conocido es posible, fundamentalmente, por el principio de correspondencia entre las estructuras estromatológicas humanas y la escala natural. 
No se parte de ningún en-sí ontológico ni de ninguna teoría científica omniexplicativa. Se parte de los descubrimientos fenomenológicos del siglo XX y de asumir las consecuencias que imponen las leyes cuánticas. Se dan niveles intencionales diferentes en la trama de dimensiones de realidad distintas, y se muestra cómo todo ello funciona entrelazadamente en el ser humano. Con la estromatología, Sánchez Ortiz de Urbina reconoce las partes, los niveles, las conexiones y el funcionamiento del engranaje humano, como base necesaria para el conocimiento de la realidad. Y la relación entre ciencias naturales y humanas cambia totalmente, así como la relación entre la filosofía y las ciencias.
Dice Urbina en Estromatología:

Sin la disociación de eidética e intencionalidad, la filosofía persistirá en la actualidad “imperialista” de la filosofía de la ciencia. Ateniéndose a la escala intencional, la fenomenología establecerá relaciones diplomáticas con las ciencias intercambiando sus hallazgos. Es la tarea de una nueva gnoseología fenomenológica que romperá la separación (a veces, divorcio) entre ciencias humanas y ciencias naturales. […] El mundo vivido (el mundo intencional, que no se reduce a la correlación básica del mundo objetivo, sino que comprende la matriz fenomenológica entera) ejerce una función absorbente con relación al mundo eidético; la filosofía fenomenológica no es una ciencia fundamental, ni es siquiera una ciencia, sino que su misión es gestionar la inconmensurabilidad de lo eidético y lo intencional, y su relación de dependencia.
 Ricardo Sánchez Ortiz de Urbina, Estromatología, p. 459 y 472 

En definitiva: 1) El entrelazamiento entre lo que funciona verticalmente y lo que se establece horizontalmente es lo que da lugar a la «matriz cuadrada fenomenológica»: si se cruzan las tres “dimensiones” de la realidad con los tres “niveles” intencionales (3x3 = 9), se obtiene  una matriz con nueve casillas. 2) La Naturaleza está presente como hýlê (materia), como eje hylético. Esta columna, frente a las otras dos, no sufre variaciones al recorrer los diferentes niveles o estromas. 3) La Phantasía es el nivel original y superior del ser humano, de igual modo que la física cuántica se halla en el nivel original de lo que el mundo es y en la misma medida que sus leyes científicas han mostrado ser superiores.

### Ser humano y realidad
El principio de correspondencia rige las relaciones entre lo humano y lo real natural. Urbina parte de la teoría de la evolución de Gilbert Simondon. Toma de ella el entramado fundamental del despliegue de las fases del ser (scala naturae), aunque el filósofo español rectifica aspectos esenciales y, sobre todo, entiende la novedad del animal humano de manera radicalmente diferente a la del autor francés. 
La eidética aparece como algo diferenciado del campo intencional. De manera que acaban constituyéndose dos campos, hasta cierto punto autónomos. Pero la autonomía eidética, aunque recorre amplios tramos por su cuenta, no puede independizarse de la intencionalidad. Sin embargo, todo ello ha sido posible en virtud de la estructura antropológica profunda —de escala fenomenológica— contenida en el animal estromatológico.
En el trabajo acometido de arriba abajo pueden ir constituyéndose los conocimientos de la física cuántica, de la físico-química, de la biología y de la etología. Así como también van constituyéndose las diferentes ciencias humanas. La matemática —entendido el concepto de manera amplia— se constituye lateralmente en el movimiento de arriba abajo, pero cobra, una vez desplegada, una autonomía específica, que es precisamente la autonomía de la eidética. En el trabajo acometido a la inversa, de abajo arriba, pueden ir constituyéndose los conocimientos que resultan del arte, de la estética y de la religión, entendida esta no como religión mitológica sino como la toma de contacto fenomenológica con la transcendencia vertical. La religión trabaja por desimbolización, mientras el arte trabajaría por desobjetivación.
El campo intencional no es un campo unificado, sino un sistema dual circular, constituido en dos planos (según explica en Orden oculto). Es el plano de los conocimientos impropios el que envuelve al plano de los conocimientos propios, en el sentido de Emmy Noether y de David Hilbert. En Por amor al Arte Urbina mostrará que no solo las síntesis eidéticas están posibilitadas por los vectores de intencionalidad, sino que la zona intencional del Arte (conocimientos impropios) incluye a la zona intencional del Lenguaje (conocimientos propios), y este, a su vez, posibilita la Eidética.

### La epistemologíaestromatológica:Orden oculto
La epistemología de Urbina establece un primer enfoque en su libro Estromatología para finalmente resolverse en Orden oculto, como epistemología, y en Por amor al Arte, como gnoseología. Epistemológicamente vemos que en los tres niveles se despliegan las ciencias naturales (lo cuántico, lo físico-químico, lo biológico y las ciencias etológicas), las ciencias humanas y el resto de conocimientos. El planteamiento que rige todo ese despliegue obedece al principio de correspondencia.
Y tras el animal, el ser humano, pero este no es un escalón más y en continuidad en la escala natural, sino que lleva a cabo un movimiento de inversión —una especie de torcedura o de desvío óntico, al aparecer un funcionamiento invertido—, y es en ese punto cuando el animal añade a sus capacidades apotéticas naturales, una nueva dimensión de lo real, la intencionalidad, que al constituirse como un «campo funcional» dará lugar a una especie de desdoblamiento, la eidética, el lugar donde son posibles síntesis universales y no sometidas al tiempo, esto es, dará lugar a la verdad matemática.
Este nuevo ser intencional, de constitución cuántica, no menos que química y biológica, superará los límites de la apotecia animal y se convertirá en un animal «pensante», con estratos conscientes y con otros inconscientes y profundos. Sus nuevas capacidades «reflexivas» harán posible que lo real —la realidad de la que está constituido—sea conocido.
La matemática, las ciencias naturales y las ciencias humanas son las tres áreas científicas que la estromatología del orden oculto admite, coincidiendo en esto con la interpretación convencional de la filosofía de la ciencia. Pero hay algo nuevo, los conocimientos ya no nacen de una racionalidad «pura» e independiente sino que se despliegan desde las estructuras intencionales.
La matemática se va constituyendo:

como autoorganización del campo eidético, a partir de un difícil Vorbild intencional.
 Ricardo Sánchez Ortiz de Urbina, Estromatología, p. 463-464 y Orden oculto, p. 53, 57, 60, 61 y 318

El Vorbild es un caso ejemplar que sirve de pauta. A los Vorbilder, Richir los llama idealidades esquemáticas.
Y según podemos leer en Orden oculto:

Las ciencias naturales son una reorganización de la scala naturæ y las ciencias humanas se constituyen por autoorganización del campo intencional, con una mínima aportación eidética.
 [Ricardo Sánchez Ortiz de Urbina ], Orden oculto, paráfrasis, cap. 2 

Las ciencias humanas hunden sus raíces en los tres niveles estromatológicos. La sociología es la única que encontramos en todos los estromas, en el superior como Sociología-1, en el intermedio como Sociología-2 y en el inferior como Sociología-3. Y es la Sociología-2 la que se encarga de estructurar el conjunto de los conocimientos sociológicos.
En el nivel intermedio encuentran su anclaje las ciencias culturales, lingüísticas, morales y mitológicas.
Y en el nivel inferior, las ciencias políticas, jurídicas y económicas.
Y relacionado con las ciencias humanas y con la reflexión filosófica que media en todo ello, la ética desde el nivel original, y la moral desde el nivel intermedio, muestran que nacen en distinto anclaje estromatológico y que, por tanto, han de ser claramente diferenciadas entre sí y en las relaciones que establecen ambas con la política (situada en el nivel inferior).
Y si en lugar de descender, como en las ciencias, ascendemos a través de la estructura cognoscitiva estromatológica, estaremos en el territorio de la experiencia artística (por desobjetivación y resonancia estética) y de la experiencia religiosa (por desimbolización y asunción de la trascendencia vertical).
Urbina retoma a Dios como una indagación estrictamente fenomenológica y en crítica abierta con las distintas ideas mitológicas sobre lo divino. El autor mantiene en este punto una distancia difícil de definir, y apunta hacia lo que podría ser la verdadera experiencia fenomenológica sobre lo religioso: la experiencia «mistagógica». La mistagogía se distancia completamente de las mitologías y se diferencia de la mística. Mientras que la mística pretende recibir algo divino procedente del afuera, la mistagogía tendría que ver con la condición humana de dirigirse hacia el misterio. De este modo, la experiencia religiosa tendría que ver con el esfuerzo por moverse en la zona de lo misterioso. 
En este punto, el filósofo español, tras repasar las posturas del budismo, del cristianismo y del islam, se ve impelido a volver sobre la propuesta kantiana, como modo racional de superar los componentes mitológicos de aquellas religiones. Lo que Kant propone es una religión natural o racional. Y dice Urbina:

La clave del problema es la idea de “universalidad”. Lo universal en el hombre, según Kant, es la razón. La humanidad se define por la Razón que consiste en un orden moral / […] Dios no es más que la posición de un “ideal moral” que suscita una fe. La inmortalidad no es más que la idea que asegura la realización plena de ese ideal moral en la experiencia
 Ricardo Sánchez Ortiz de Urbina, Orden oculto, p. 299 

De esta manera, el enfoque del filósofo estromatólogo sobre este controvertido problema de la idea de Dios es, por una parte, el de la justificación de la experiencia religiosa por lo que tiene de «moral universal» y, por otra parte, el de que el ser humano fenomenológico está abierto ineludiblemente a moverse en el límite de lo conocido y, ahí en ese límite que es un abismo, a concebir el misterio, el «Afuera».
Y si el elemento fundamental y original donde se constituye el conocimiento es la intencionalidad, no han de olvidarse los otros modos de conocimiento que se desencadenan posteriores: el “eîdos”, el “mýthos” y la “aísthésis” (eidética, mito y estética), que son:

recursos no intencionales de recuperación de sentido por reduplicación
 Ricardo Sánchez Ortiz de Urbina, Estromatología, p. 469 

#### Sincronía y diacronía del sujeto epistemológico
El sujeto aislado totalmente (el de la Cogitatio cartesiana), como tal, no es posible, puesto que se constituye originalmente siendo una comunidad de singulares, tanto sincrónica como diacrónicamente, tanto ontogenética como filogenéticamente.
Desde un punto de vista diacrónico, la comunicación etológica del primate prehumano se vuelve cultura en un momento evolutivo. Entre tanto, el lenguaje solidifica y con él la información se intensifica y se afina. Y cuando la información llega a institucionalizarse como enseñanza, el proceso se cierra en firme. Ahora bien, los signos lingüísticos culturales no son posibles, si a la vez no están funcionando los esquemas de lenguaje del nivel de la phantasía y el engranaje que de ahí deriva: las fantasías perceptivas han de trabajar con «síntesis sin identidad» tomadas de las phantasías para conjugarlas con las «síntesis con identidad objetiva» que operan en la percepción. Las fantasías perceptivas son responsables de la intermediación entre el nivel original y el nivel básico, por su capacidad de conjugar (en síntesis de identidad estables) las síntesis sin identidad (esquemas haciéndose) y el nivel objetivo. De esta manera, la lengua como institución social se constituye en paralelo al potencial de sentidos que aparecen en las fantasías perceptivas del lenguaje transfundiéndose en lengua. El sujeto humano no puede funcionar aislado (por su estructura estromatológica), pero este sujeto no es meramente un producto determinado desde su cultura o desde sus moldeamientos sociales. 
La deriva diacrónica desemboca en la sincrónica, y viceversa. Los dos procesos se dan entrelazados y se apoyan el uno en el otro: la formación del sujeto humano individual (desde el homínido) se apoya en su sociedad cultural en transformación, pero una cultura social humanizada no sería posible sin los constitutivos esenciales fenomenológicos de sus individuos.

### El nivel de intermediación
Es en el nivel de intermediación donde se produce el pensamiento interior y la subjetividad con ego, cuya función no es operar como lo hace la praxis sino transoperar, es decir, buscar conectar el sentido original haciéndose con los imperativos prácticos y objetivos del mundo percibido. Se produce lo que pensamos, pero también lo que sentimos y lo que vivimos.
El «animal cultural» ha necesitado, así pues, para constituirse, la confluencia de al menos tres factores: 1º) los mecanismos evolutivos de la serie natural, 2º) ciertos componente institucionales nuevos (ceremonias, normas, lenguaje oral…) hasta un grado tal que pudieran ser repetibles grupalmente —en el interior de prácticas de enseñanza-aprendizaje institucionalizadas—, y 3º), un animal desgajado de la serie natural al encarar el mundo circundante a través de fantasías perceptivas, con capacidad de cuajar  cultural e históricamente.
En este animal cultural se han abierto dos vertientes nuevas: las fantasías perceptivas (de bajada) y las fantasías perceptivas (de subida). Las de bajada son, por ejemplo, las fantasías perceptivas de lenguaje y las de subida serían, por ejemplo, las fantasías perceptivas del arte. El ser humano contiene la virtualidad de volverse matemático y artista, merced a la tarea simbólica del nivel intermedio y, claro está, por el proceso de institucionalización cultural.
Frente a los niveles originario y básico —que funcionan ambos de manera lineal aunque en régimen diferente—, el nivel de intermediación es no lineal, es caótico. Y es en medio de este caos donde se constituyen atractores (en el sentido de René Thom) a través de los cuales las mediaciones necesarias se harán posibles. En este contexto, Fernando Miguel Pérez Herranz ha establecido en su Ambiguus Proteus[20] claros nexos entre el trabajo de su morfologismo filosófico —basado en Thom— y el nivel de intermediación estromatológico.

## La teoría estética y del arte
Sánchez Ortiz de Urbina ha ido gestando a lo largo de toda su vida una teoría artístico-estética. Junto a artículos específicos dedicados a la estética, es en sus dos obras magnas primeras, Estromatología y Orden oculto, donde esta teoría quedaba anclada fenomenológicamente. Ahora bien, tras la publicación de Apostillas a “Orden oculto” (2023) y, sobre todo, con Por amor al Arte (2024) —con su última obra magna—, la teoría del Arte y de la estética se reconfigura con mayor precisión.
En Por amor al Arte,  música, artes plásticas, poesía, teatro, novela, fotografía, cine, danza... se analizan en su singularidad, pero no solo, porque esta obra procede a definir qué se entiende por Arte y qué por estética en el interior del sistema estromatológico. Hasta este momento, la estromatología se estructuraba en la matriz cuadrada donde se cruzan las tres columnas y los tres niveles ya conocidos. Y en ese contexto se producía una escisión entre la intencionalidad y la eidética. Y, por otra parte, el trabajo llevado a cabo tanto por la eidética como, sobre todo, por la intencionalidad, hacía posible que la naturaleza fuera conocida y estructurada en sus niveles, los de la scala naturae. Niveles naturales que se corresponden con los niveles estromatológicos. Se trata del principio de correspondencia: hay un encaje entre la naturaleza y la naturaleza humana, y la que gobierna este encaje es lo humano, lo estromatológico. No es la naturaleza la que viene a imponernos sus estructuras sobre nuestras capacidades receptivas, sino que es el modo de funcionar el campo intencional el que es capaz de conocimiento. ¿Qué se añade en Por amor al Arte?

En Por amor al Arte se descubre un nuevo plano con el que tiene que relacionarse el plano de la matriz estromatológica (3x3). Y es un nuevo plano que es previo, que se necesita para que la matriz pueda constituirse y funcionar:
Resulta así que el campo intencional (que va desde la intencionalidad objetiva a la intencionalidad de phantasía, unidas por unas fantasías perceptivas centrales), queda escindido en dos zonas, queda partido verticalmente en una zona de conocimientos propios, que recorren ese campo desde arriba hacia abajo por transposición, y otra zona de conocimientos impropios que recorren el campo intencional desde abajo hacia arriba, sin transposición alguna, por mecanismo nuevo de desobjetivación.

Ahí vamos a encontrar esa razón profunda de la efectividad de los niveles fenomenológicos. Es la división profunda vertical del campo intencional en conocimientos propios e impropios la que impone la división horizontal en niveles.
Esa antelación funciona más como dos planos que se exigen uno a otro desde el principio (un haz y un envés, por así decir) y no como dos planos separados que acabaran uniéndose. Lo que tenemos es un campo intencional en formación donde primero se despliega en un plano original un campo intencional (protocampo) que se halla escindido en dos, con una zona a la izquierda y otra a la derecha (según el modo de hablar Urbina). A la izquierda, y en un recorrido de abajo arriba se constituye de golpe (hypérbasis) el espacio de los conocimientos impropios, aquel que invirtiendo los procesos naturales se conforma ahora como función estetizante. La experiencia estética —podemos decir una experiencia interior más que exterior— contiene la virtualidad de potenciar el sentido, así que, el registro superior de la estética se conecta con la zona derecha, con el registro de las phantasías, donde van a generarse los conocimientos propios, las síntesis propias —«propio/impropio», hay que recordar, con el significado que le dieron Hilbert y Edith Stein—.  Estas síntesis se dan en tres momentos —en forma de esquemas de phantasía, después (por transposición) significados simbólicos y finalmente significaciones en el mundo objetivo—, que no es otra cosa que la puesta en funcionamiento de los tres niveles estromatológicos (propios):
El campo intencional se constituye por hypérbasis tras la suspensión del proceso natural (epokhê). Se despliega después ese campo, por transposición de niveles, desde arriba hacia abajo, movimiento que hace pasar de lo transposible sin identidad a lo transposible con identidad y a lo posible con identidad (intencionalidad objetiva).
El arte se hace mediante un proceso de desobjetivación, que parte de un objeto ordinario a la búsqueda de un desobjeto («fantasía perceptiva artística»), cuya cualidad esencial reside en su capacidad de hacer resonar sentidos pertenecientes al nivel superior de la phantasía. Y es de este modo como el artista percibe su experiencia artística, que la halla al construirse un cierre estético materializado en el objeto desobjetivado.
Una vez que el campo intencional (en formación) contiene ya objetos, estos objetos pasan desde la zona derecha a la izquierda (desde los conocimientos propios a los impropios) y pueden ya recorrer de abajo arriba (en la anábasis) los tres estratos que ya han quedado configurados en el proceso anterior de bajada de niveles (estratos en la catábasis). Y en la autopista (por así decir) formada por la hypérbasis estetizante, se conforma en tres niveles (de subida: anábasis) la zona del Arte. El Arte, con mayúscula, para diferenciarlo de las artes: música, pintura, danza, cine, etc., que están incluidas en el Arte.  En esta zona primero se desobjetiva el mundo objetivo a través del diseño (en el nivel básico impropio del Arte), y después se puede continuar la desobjetivación a través del intento de creación de una obra de arte, en el nivel intermedio (mediante phantasías perceptivas de subida), y, si se consigue (en el momento en que la experiencia de intento de obra artística genere una experiencia estética), entonces, en el nivel superior se estará dando un conocimiento estético impropio (al final de este despliegue de creatividad), que pasará a  reforzar los sentidos de la zona derecha, los del Lenguaje.

De tal manera que no solo los conocimientos propios se incluyen en los impropios sino que es también (y por el mismo motivo) el Lenguaje el que queda incluido en el Arte. La razón de fondo tiene que ver con que el Arte es un conocimiento impropio mientras el Lenguaje es un conocimiento propio:
Pero [el Arte: territorio de lo impropio] sigue manteniendo la propiedad de inclusión explicada satisfactoriamente por Noether. El Arte (objetos diseñados, des-objetos  artísticos, obras estetizadas), recorre todo el campo intencional desde abajo hasta arriba, desde el límite de la epokhê al límite de la humanidad; y es incluyente de todo nuestro comportamiento.
Y es esta la primera escisión con la que cuenta la naturaleza humana: Impropio/Propio o Arte/Lenguaje. Se trata de un primer plano que viene a relacionarse con el segundo plano (en su envés, por así decir), que no es otro que la ya conocida matriz fenomenológica (3x3). El funcionamiento de toda la estructura estromatológica une estos dos planos (que nunca estuvieron separados, sino por el proceso de anterioridad- posterioridad), el plano escindido y el de la matriz (3x3), y deja de este modo constituida la naturaleza humana en toda su integridad y en todo su funcionamiento en un campo intencional que está claramente escindido (ci/2) pero a la vez fuertemente reconciliado entre sí, merced al funcionamiento integral en el que la matriz (3x3) contribuye a la estabilidad y solidez del campo intencional. Y se extraen tres grandes consecuencias, que es preciso recordar: 1º) es el Arte el que incluye al Lenguaje, y 2º) es el Lenguaje el que conforma los tres niveles estromatológicos que por conversión se recorrerán de abajo arriba en la zona del Arte. 3º) Son los conocimientos impropios los que incluyen a los propios y son los conocimientos intencionales los que incluyen tanto a los eidéticos como a los naturales, y son las ciencias humanas las que incluyen a las ciencias naturales: la anterioridad de la inclusión funciona en el sentido de que no son posibles los segundos sin los primeros.

Pero aún hay que añadir un proceso más, fundamental para que el campo intencional funcione en plenitud. Hasta ahora se ha descrito el funcionamiento en el sentido de las agujas del reloj. Pero se dan también continuamente procesos estromatológicos en el sentido contrario. ¿Cómo es esto? Se trata de la diferencia entre la producción de arte y la recepción. La creación artística no funciona plenamente hasta que se produce la recepción y por tanto se comparte la experiencia estética:
En la recepción de la obra de arte, el procedimiento es distinto. En la recepción, hay un efecto estético en el inconsciente fenomenológico del receptor, en el nivel superior originario donde se cocina el sentido.
Es verdad que para Sánchez Ortiz de Urbina el receptor puede ser ciego  y ver solo lo que tiene de objeto, incapaz de experimentar el efecto estético que le reconcilie con lo que la obra tiene de arte. También es verdad que sin una acumulación de experiencias, el receptor puede no llegar a apreciar el arte, cuando este encierra cierta complejidad. Por otra parte, está claro que no todo lo que se llama arte lo es, porque puede ser un mero diseño o simplemente pseudoarte. Pero situados ante una obra de arte ya estabilizada, es el receptor quien se pone a prueba. Pone a prueba su competencia para experimentar el arte. Dada la complejidad que se abre, quien más quien menos tendrá limitaciones de recepción (e incluso cegueras), entre otras cosas porque las inclinaciones y experiencias anteriores estarán influyendo fuertemente.
En definitiva, tenemos ya conformado al ser humano íntegro: Artista y con Lenguaje, con niveles de construcción de la realidad objetiva y con niveles de creación artística. Y como sujeto activo, productivo y creador a la vez que como sujeto comprensivo y receptor, un sujeto que por más interioridad individual que contenga nunca llega a ser nada sin su estatuto social. Y ahora —con esta teoría estética—, las tres dimensiones de la realidad —Naturaleza, Intencionalidad y Eidética— de las que se sabe que era la Intencionalidad la que gobernaba a la otras dos, se comprueba con mayor detalle por qué antes que «animales racionales» (y con conocimientos eidéticos) somos «animales intencionales» y por qué para que la intencionalidad lingüística funcione con buen rendimiento es preciso que la intencionalidad estética la envuelva y la refuerce.
Para RSOU la estética (el Arte) comporta el análisis de la serie de disciplinas artísticas, pero conlleva también enfrentar el origen de la naturaleza humana. La naturaleza humana es «campo intencional». Este campo intencional habría que rastrearlo filogenéticamente en el origen de la humanidad; y en el origen de cada vida humana (en la ontogenia). El campo intencional es la dimensión central de la realidad junto a las otras dos dimensiones (Naturaleza y Eidética). Este campo rompe con el despliegue natural anterior (el de la dimensión óntica natural) a través de un proceso de abertura (hypérbasis) de una «zona estetizante». La zona estetizante abre un proceso que exige inmediatamente una segunda parte, la zona del sentido (del Lenguaje), donde el registro de las fantasías, en el mismo nivel superior de la estética (pero funcionando como conocimiento propio), es capaz de sintetizar esquemas de sentido. Y será el registro de la estética el que potencie la formación de sentidos, aquellos que son necesarios para que las cosas (incógnitas: ciegas) del mundo sean aprendidas como objetos (conocidos, percibidos, con significación práctica). La humanidad nace merced a los sentidos que se instituyen como Lenguaje, pero el reforzamiento de todo este proceso de significaciones viene empujado por la estética, y no solo reforzado sino envuelto en ella, incluido en ella: o sea, es la inclusión del Lenguaje en el Arte, del mismo modo que la relatividad general incluye a la relatividad especial y a la física cuántica, y estas, a su vez, incluyen a la física newtoniana.

## Aportaciones a la Historia de la filosofía
Una dimensión importante de la producción ensayística de Sánchez Ortiz de Urbina tiene que ver con sus libros de texto y sus reflexiones sobre historia de la filosofía, sus traducciones y sus estudios sobre algunos autores, entre los que cabe citar: Safo, Kant, Hegel, Sartre, Merleau-Ponty, Theodor Adorno, Einstein y Gilbert Simondon… Además de Marc Richir, Gustavo Bueno y Edmund Husserl.

## Recepción de su filosofía
Cuando en 2008 Urbina publica «Para qué el Ego Transcendental»[22], no solo muestra una de las claves de su sistema, sino que rectifica esencialmente a Kant y a Husserl, y también a su maestro Gustavo Bueno. Esta crítica lleva a Bueno a escribir «El puesto del Ego trascendental en el materialismo filosófico» (2009), artículo que reformulará definitivamente en El Ego trascendental (2016) publicado poco antes de su fallecimiento. Posteriormente, algunos seguidores del Materialismo Filosófico se han posicionado a favor de Bueno y en contra de Urbina, en diversos artículos aparecidos en El Catoblepas, El Basilisco o en conferencias organizadas por la Fundación Gustavo Bueno.
En contraste con esta reacción negativa, el sistema de ideas de Urbina ha tenido una acogida positiva en la revista española Eikasia, en la francesa Annales de Phénoménologie y en la Universidad de Coimbra. En este contexto cabe mencionar, en España, a Luis Álvarez Falcón, Pelayo Pérez García, Fernando Miguel Pérez Herranz, Alberto Hidalgo Tuñón y Silverio Sánchez Corredera, entre otros.
En Portugal, se ha llevado a cabo una temprana recepción de la estromatología de Urbina, a través de la Revista Filosófica de Coimbra, entre cuyos miembros cabe destacar a Luís António Umbelino.
En Francia y Alemania, seguidores de Marc Richir que han estado atentos a los puntos de convergencia con Urbina, entre ellos, Pablo Posada Varela y Sacha Carlson, además de otros integrantes del movimiento fenomenológico que gira en torno a Annales de Phénoménologie, a cuyo frente se halla Alexander Schnell.
En América Latina, desde que una larga tradición fenomenológica bebió de los influjos de José Gaos, Ortega y Gasset o Xavier Zubiri hasta hoy, la fenomenología ha tenido un desarrollo considerable. El profesor Falcón, de la Universidad de Zaragoza, defiende la existencia de una “Fenomenología del Sur”[23]. Además de los desarrollos en Francia, Italia, Portugal y España, múltiples países latinoamericanos —México, Perú, Chile, Argentina, Colombia, Bolivia, República Dominicana, Costa Rica, Brasil…— desarrollarían en la actualidad un modo de hacer fenomenología específico, frente a lo que sería una «Fenomenología del Norte». Y, según postula el profesor zaragozano, bajo la inspiración de su maestro Urbina, la influencia de la estromatología ha empezado a ocupar un lugar en la gran mayoría de los países americanos.
El rótulo Fenomenología del Sur tiene su origen en la «Conferencia de Coimbra» de 6 de marzo de 2020, pronunciada por Sánchez Ortiz de Urbina, en la que decía:

¿Cuál es pues la situación actual de la fenomenología? Me atrevería a formular el siguiente diagnóstico. Si la consigna básica de la fenomenología es la de atenerse a las cosas mismas ("zu den Sachen selbst"), nunca se debe acudir a ningún texto como si fuera sagrado. No se trata nunca de hacer historia de la filosofía, sino de hacer, sin más, filosofía fenomenológica. Hay seguramente una cierta fenomenología que distingue la filosofía académica de la filosofía mundana. Pero la filosofía fenomenológica debe exponer la Vida como Sistema sin anular la vida.
Ricardo Sánchez Ortiz de Urbina, «Conferencia de Coimbra», citado en Álvarez Falcón, «América Latina y la Fenomenología del Sur», Eikasía, julio-agosto, 2020, p. 27 

Y añade Urbina que parece que la fenomenología que se hace en Sur está acertando a fundir mejor lo académico y lo mundano. Queda apuntada, así pues, la necesidad de no caer en el academicismo, junto al rechazo del naturalismo y del eidetismo.